# Sassen (Eifel)
Sassen ist eine Ortsgemeinde im Landkreis Vulkaneifel in Rheinland-Pfalz. Sie gehört der Verbandsgemeinde Kelberg an.

## Geographische Lage
Der Ort liegt in der Vulkaneifel am Fuße des Hochkelbergs.

## Politik

### Gemeinderat
Der Gemeinderat in Sassen besteht aus sechs Ratsmitgliedern, die bei der Kommunalwahl am 9. Juni 2024 in einer Mehrheitswahl gewählt wurden, und dem ehrenamtlichen Ortsbürgermeister als Vorsitzendem.

### Bürgermeister
Richard Schmidt wurde am 17. Juli 2024 Ortsbürgermeister von Sassen. Da für die Direktwahl am 9. Juni 2024 kein Wahlvorschlag eingereicht wurde, erfolgte die Neuwahl gemäß rheinland-pfälzischer Gemeindeordnung durch den Rat, der sich auf seiner konstituierenden Sitzung für Richard Schmidt entschied.
Schmidts Vorgänger Werner Nohner hatte zur Wahl 2024 nicht erneut kandidiert. Zuletzt war er bei der konstituierenden Sitzung des vorangegangenen Gemeinderats am 25. Juni 2019 in seinem Amt bestätigt worden.

### Wappen
| Wappen von Sassen | Blasonierung: „Unter silbernem Schildhaupt, darin ein durchgehendes, schwarzes Balkenkreuz, in Rot ein silbernes Antoniuskreuz mit zwei daran hängenden silbernen Pilgerglöckchen.“ |
| Wappen von Sassen | |

Sassen gehörte bis 1794 im Amt Nürburg zum Kurfürstentum Köln. Im Schildhaupt steht hierfür das schwarze Balkenkreuz.
Ortspatron ist der heilige Antonius. Sein Symbol ist das Antoniuskreuz, hier dargestellt mit anhängenden Pilgerglöckchen.

## Sehenswürdigkeiten

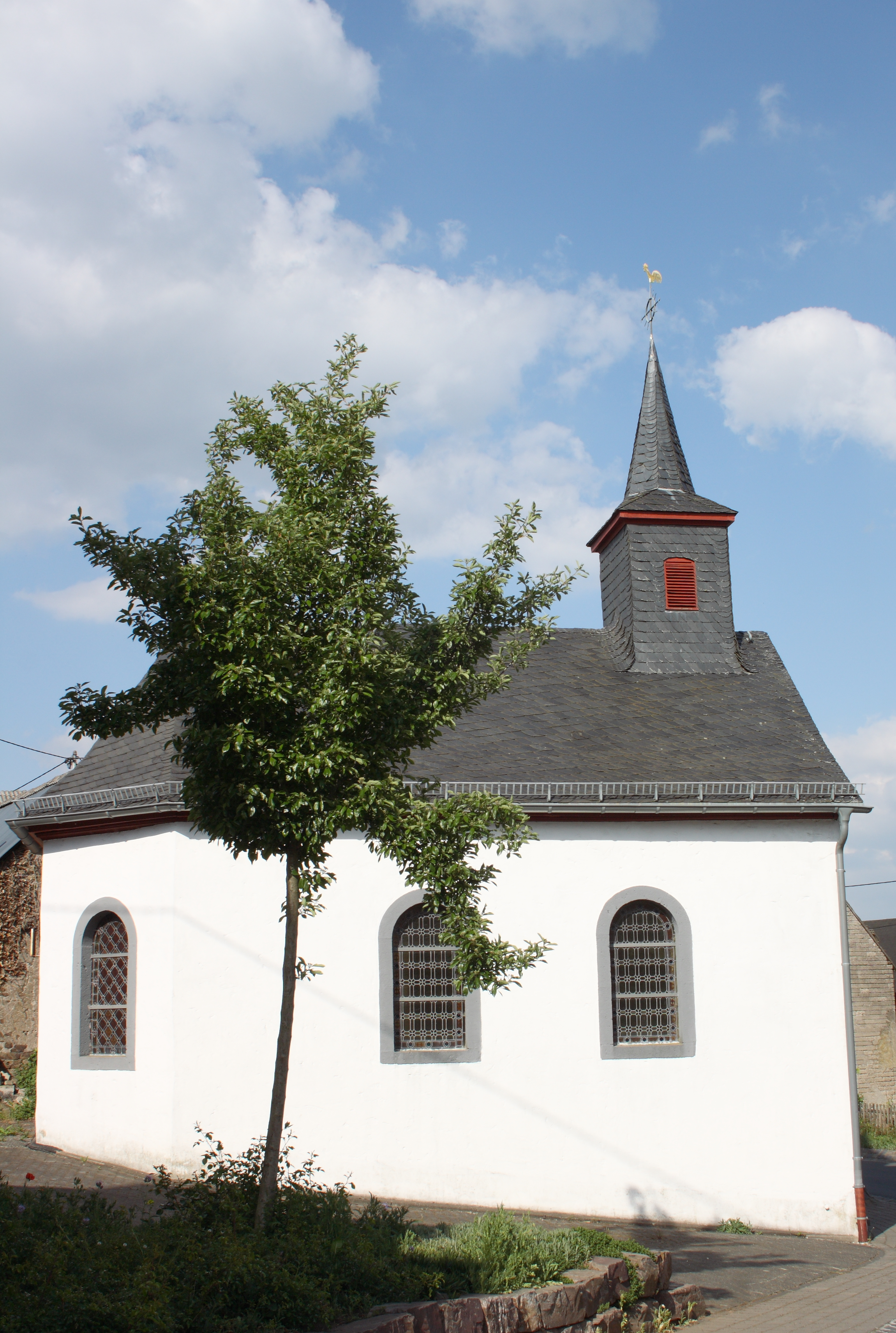
St. Antonius (Sassen)

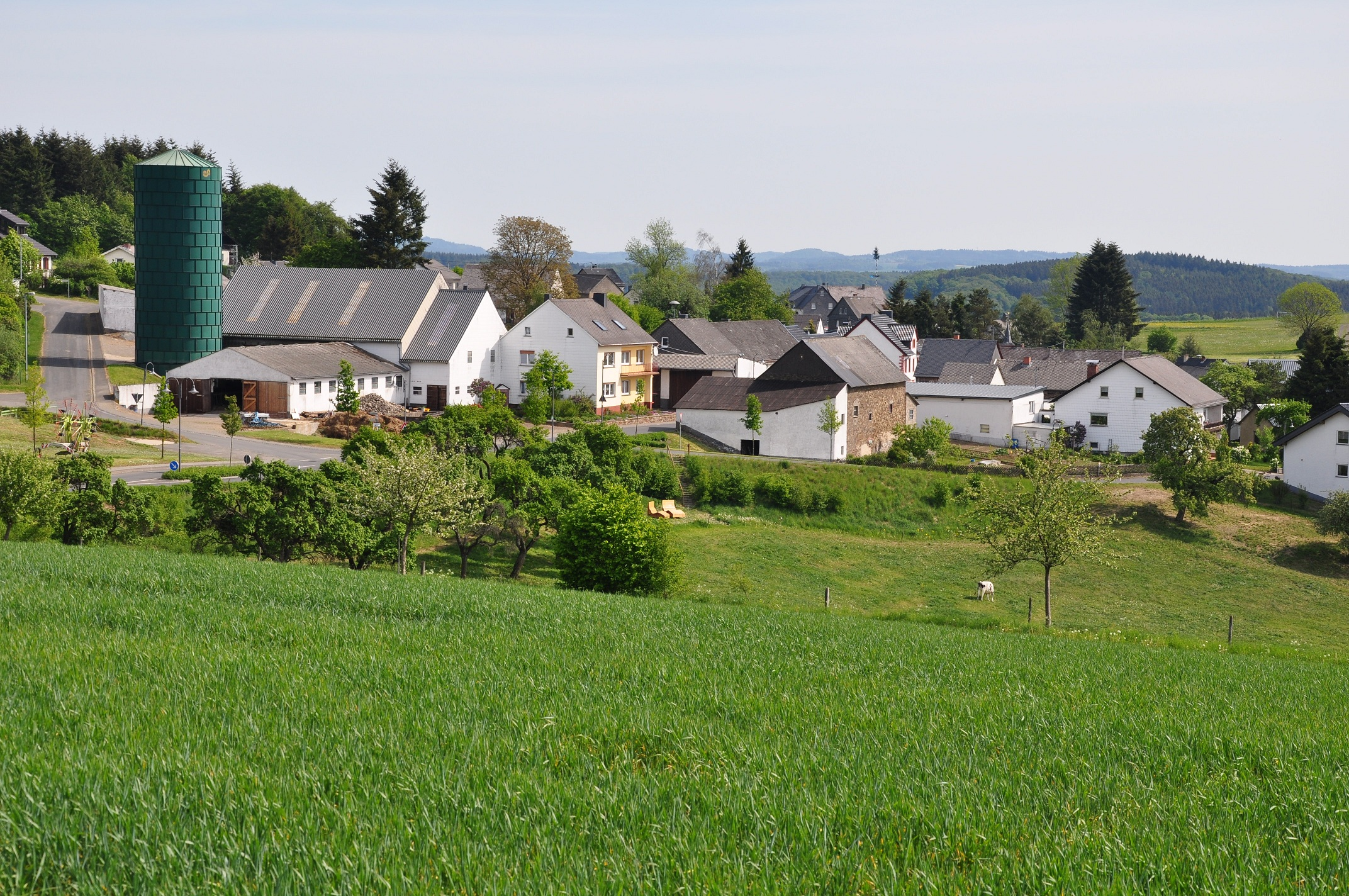
Sassen

Im Ort befindet sich die 1750 als schlichter Saalbau errichtete katholische Filialkirche St. Antonius, die ehemals im Patrozinium des Heiligen Wendelinus stand.
An einem Feldweg am Rande des Dorfes steht der 2016 eingeweihte 16 Meter hohe hölzerne Aussichtsturm „Eifelguck“.